# Marathon, Texas
Marathon là một nơi ấn định cho điều tra dân số (CDP) thuộc quận Brewster, tiểu bang Texas, Hoa Kỳ. Năm 2010, dân số của nơi này là 430 người.

## Khí hậu
| Dữ liệu khí hậu của Marathon, Texas (Jul 1, 1896–Feb 28, 2013)    | Dữ liệu khí hậu của Marathon, Texas (Jul 1, 1896–Feb 28, 2013) | Dữ liệu khí hậu của Marathon, Texas (Jul 1, 1896–Feb 28, 2013) | Dữ liệu khí hậu của Marathon, Texas (Jul 1, 1896–Feb 28, 2013) | Dữ liệu khí hậu của Marathon, Texas (Jul 1, 1896–Feb 28, 2013) | Dữ liệu khí hậu của Marathon, Texas (Jul 1, 1896–Feb 28, 2013) | Dữ liệu khí hậu của Marathon, Texas (Jul 1, 1896–Feb 28, 2013) | Dữ liệu khí hậu của Marathon, Texas (Jul 1, 1896–Feb 28, 2013) | Dữ liệu khí hậu của Marathon, Texas (Jul 1, 1896–Feb 28, 2013) | Dữ liệu khí hậu của Marathon, Texas (Jul 1, 1896–Feb 28, 2013) | Dữ liệu khí hậu của Marathon, Texas (Jul 1, 1896–Feb 28, 2013) | Dữ liệu khí hậu của Marathon, Texas (Jul 1, 1896–Feb 28, 2013) | Dữ liệu khí hậu của Marathon, Texas (Jul 1, 1896–Feb 28, 2013) | Dữ liệu khí hậu của Marathon, Texas (Jul 1, 1896–Feb 28, 2013) |
| Tháng                                                             | 1                                                              | 2                                                              | 3                                                              | 4                                                              | 5                                                              | 6                                                              | 7                                                              | 8                                                              | 9                                                              | 10                                                             | 11                                                             | 12                                                             | Năm                                                            |
| ----------------------------------------------------------------- | -------------------------------------------------------------- | -------------------------------------------------------------- | -------------------------------------------------------------- | -------------------------------------------------------------- | -------------------------------------------------------------- | -------------------------------------------------------------- | -------------------------------------------------------------- | -------------------------------------------------------------- | -------------------------------------------------------------- | -------------------------------------------------------------- | -------------------------------------------------------------- | -------------------------------------------------------------- | -------------------------------------------------------------- |
| Cao kỉ lục °F (°C)                                                | 88 (31)                                                        | 90 (32)                                                        | 94 (34)                                                        | 100 (38)                                                       | 105 (41)                                                       | 108 (42)                                                       | 105 (41)                                                       | 110 (43)                                                       | 102 (39)                                                       | 101 (38)                                                       | 97 (36)                                                        | 94 (34)                                                        | 110 (43)                                                       |
| Trung bình ngày tối đa °F (°C)                                    | 62.1 (16.7)                                                    | 65.7 (18.7)                                                    | 72.9 (22.7)                                                    | 80.3 (26.8)                                                    | 86.5 (30.3)                                                    | 91.1 (32.8)                                                    | 90.5 (32.5)                                                    | 90.0 (32.2)                                                    | 84.9 (29.4)                                                    | 78.6 (25.9)                                                    | 69.3 (20.7)                                                    | 63.0 (17.2)                                                    | 77.9 (25.5)                                                    |
| Trung bình ngày °F (°C)                                           | 45.5 (7.5)                                                     | 48.6 (9.2)                                                     | 55.0 (12.8)                                                    | 62.5 (16.9)                                                    | 69.8 (21.0)                                                    | 75.5 (24.2)                                                    | 76.4 (24.7)                                                    | 75.6 (24.2)                                                    | 70.6 (21.4)                                                    | 62.5 (16.9)                                                    | 52.4 (11.3)                                                    | 46.4 (8.0)                                                     | 61.7 (16.5)                                                    |
| Tối thiểu trung bình ngày °F (°C)                                 | 28.8 (−1.8)                                                    | 31.5 (−0.3)                                                    | 37.2 (2.9)                                                     | 44.6 (7.0)                                                     | 53.1 (11.7)                                                    | 60.0 (15.6)                                                    | 62.4 (16.9)                                                    | 61.3 (16.3)                                                    | 56.5 (13.6)                                                    | 46.4 (8.0)                                                     | 35.5 (1.9)                                                     | 29.8 (−1.2)                                                    | 45.6 (7.6)                                                     |
| Thấp kỉ lục °F (°C)                                               | −6 (−21)                                                       | −3 (−19)                                                       | 9 (−13)                                                        | 19 (−7)                                                        | 32 (0)                                                         | 40 (4)                                                         | 49 (9)                                                         | 43 (6)                                                         | 35 (2)                                                         | 17 (−8)                                                        | 0 (−18)                                                        | −3 (−19)                                                       | −6 (−21)                                                       |
| Lượng Giáng thủy trung bình inches (mm)                           | 0.44 (11)                                                      | 0.40 (10)                                                      | 0.40 (10)                                                      | 0.74 (19)                                                      | 1.62 (41)                                                      | 1.87 (47)                                                      | 2.21 (56)                                                      | 2.14 (54)                                                      | 2.42 (61)                                                      | 1.40 (36)                                                      | 0.52 (13)                                                      | 0.51 (13)                                                      | 14.69 (373)                                                    |
| Lượng tuyết rơi trung bình inches (cm)                            | 0.6 (1.5)                                                      | 0.3 (0.76)                                                     | 0.4 (1.0)                                                      | 0.0 (0.0)                                                      | 0.0 (0.0)                                                      | 0.0 (0.0)                                                      | 0.0 (0.0)                                                      | 0.0 (0.0)                                                      | 0.0 (0.0)                                                      | 0.0 (0.0)                                                      | 0.2 (0.51)                                                     | 0.2 (0.51)                                                     | 1.6 (4.1)                                                      |
| Số ngày giáng thủy trung bình (≥ 0.001 in)                        | 2.28                                                           | 2.14                                                           | 1.69                                                           | 2.44                                                           | 4.28                                                           | 5.22                                                           | 5.64                                                           | 5.63                                                           | 6.17                                                           | 3.66                                                           | 1.96                                                           | 2.28                                                           | 46.29                                                          |
| Nguồn: Western Regional Climate Center, Desert Research Institute |                                                                |                                                                |                                                                |                                                                |                                                                |                                                                |                                                                |                                                                |                                                                |                                                                |                                                                |                                                                |                                                                |